# Genoa Cricket and Football Club 1917-1918
Questa voce raccoglie le informazioni riguardanti il Genoa Cricket and Football Club durante gli ultimi due anni della Grande Guerra.

## Stagione
La Grande Guerra era al suo apice e l'attività calcistica era ridotta. I giocatori che militavano nel sodalizio rossoblu vennero impegnati solo nelle partite organizzate tra rappresentative dei militari presenti nel capoluogo ligure.
Nel marzo 1918 a Marassi venne disputato un incontro tra una rappresentanza dell'esercito italiano contro una di quello britannico, che erano capitanati dal genoano Walsingham. Gli inglesi si imposero per 2 a 0.

## Piazzamenti nelle competizioni
Nessuna competizione disputata.

## Divise
La maglia per le partite casalinghe presentava i colori attuali (anche se la dicitura ufficiale era rosso granato e blu) ma a differenza di oggi il blu era posizionato a destra.

## Organigramma societario
Area direttiva
- Presidente: Geo Davidson

Area tecnica
- Allenatore: Enrico Pasteur